# Ronee Blakley
Ronee Blakley (nacida el 24 de agosto de 1945, en Nampa, Idaho, Estados Unidos de América) es una actriz estadounidense. Aunque siendo una consumada cantante, compositora, productora y directora, es quizás más conocida como actriz. Su papel más famoso fue la superestrella ficticia de country Barbara Jean en Nashville, película de Robert Altman (1975), por la que ganó un National Board of Review a la Mejor Actriz de Reparto y fue nominada para un Premio de la Academia. Ella también tenía un papel notable en A Nightmare on Elm Street (1984).

## Vida y carrera
Nacida en Nampa, Idaho, hija del ingeniero civil Ronald Blakley y su esposa Carol Blakley. Fue seleccionada como representante de Idaho para el certamen Girl's Nation mientras estudiaba en la escuela secundaria. Estudió en el Mills College, en la Universidad de Stanford, y se fue a Nueva York para asistir a la Escuela Juilliard para estudios de postgrado.
Blakley comenzó en Nueva York improvisación vocal con Sintetizadores Moog en el Carnegie Hall con música de Gershon Kingsley. Su primera banda sonora fue compuesta para la película de 20th Century Fox Welcome Home Soldier Boys y se ganó un lugar en el Quién es Quién en América.

### Años 70
En 1972, sale al mercado el álbum de folk-rock Ronee Blakley producido por Elektra Records, con canciones originales, acompañadas por su piano. También hizo los arreglos musicales. La canción Bluebird está cantada a dúo con Linda Ronstadt. Las canciones fueron publicadas por su propia compañía, Sawtooth Music.
Su segundo álbum, Welcome fue lanzado por Warner Bros, en 1975, producido por Jerry Wexler y grabado en el Muscle Shoals Sound Studio en Alabama. El diario de Los Ángeles Herald Examiner escribió que era un álbum casi perfecto.
Ese mismo año, Blakley apareció en lo que podría ser su interpretación más conocida, Nashville. Su personaje, Barbara Jean, fue basado en la estrella del country Loretta Lynn. En Nashville, interpreta sus propias canciones, incluyendo Tapedeck In His Tractor, Dues and My Idaho Home. En su reseña de The New Yorker, el crítico de cine Pauline Kael escribió:
«Esta es la primera película Ronee Blakley, y ella se pone más histeria película a la vergüenza. Ella consigue sus dones tan simplemente, no me sorprendió cuando alguien se sienta a mi lado empezó a llorar. Tal vez, por primera vez en la pantalla, uno tiene la impresión de un artista de ser destruido por sus dones».
Fue nominada para un Premio de la Academia en la categoría de mejor actriz de reparto junto con Lily Tomlin. También fue nominada para un Grammy, un Globo de Oro y un Premio de la Academia Británica, y ganó el National Board of Review a la Mejor Actriz de Reparto. Ella apareció en la portada de Newsweek, American Cinematographer, y en Interview Magazine de Andy Warhol.
Actuó con Bob Dylan en la gira Rolling Thunder Revue, presentando el álbum Desire. La gira también contó con Joan Baez, Joni Mitchell y Ramblin' Jack Elliott. Ella aparece en las giras Hard Rain y The Bootleg Series Vol. 5:. Bob Dylan Live 1975, The Rolling Thunder Revue. También grabó con Leonard Cohen y Axton Hoyt.
En 1977, protagonizó la película She Came to the Valley con Dean Stockwell, Glenn Scott, y Freddy Fender. Apareció en varias películas de televisión como Desperate Women, Ladies in Waiting, Oklahoma City Dolls, Ford 75th Anniversary Special, y en The Glass Menagerie junto a John Ritter de Tennessee Williams. Ha participado en series de televisión como Vegas, The Love Boat, Highway to Heaven, Trapper John, Hotel, The Runaways, Beyond Westworld y Tales from the Darkside.

### Años 80
En 1980, protagonizó The Baltimore Bullet con James Coburn, Omar Sharif y Bruce Boxleitner. Dos años más tarde, en 1982, apareció en Broadway en Pump Boys and Dinettes con Loudon Wainwright III y protagonizó Off Broadway con Tammy Grimes en 1983. Protagonizó Rain de Somerset Maugham para el Indiana Repertory Theatre. Interpretó el papel de la madre en A Nightmare on Elm Street de Wes Craven (1984).
En 1985, produjo, escribió, protagonizó y dirigió su propio docudrama titulado I Played It for You que debutó en el Festival de Cine de Venecia y que posteriormente ha aparecido en varios festivales de cine de todo el mundo, incluyendo una reposición en el Silver Lake Film Festival. Sheila Benson de Los Angeles Times escribió: «apasionado y valiente, un trabajo absorbente». FX Feeney de LA Weekly: «un documento muy valioso». La película fue lanzada en DVD en 2008, se incluye con la banda sonora en CD y un nuevo álbum titulado FreeSpeak.

### Vida privada y actividad reciente
A lo largo de su carrera, ha actuado a favor de causas políticas y sociales, con énfasis en los derechos civiles y la igualdad de derechos para las mujeres. Durante la campaña presidencial de 1976, realizó una gira antes de las intervenciones de Jerry Brown, y más tarde actuó en el último mitin de Los Ángeles de Walter Mondale con Kris Kristofferson.
Estuvo casada con el cineasta alemán Wim Wenders (1979 - 1981). Realizó una maestría en la Universidad Estatal de California en 2002.
Tiene una hija, Sarah Blakley-Cartwright, nacida en 1988. La carrera de Blakley fue puesta en espera mientras crio a su hija y se recuperó de una lesión de espalda.
Su más reciente álbum de canciones originales, River Nile, fue lanzado en 2009, inspirado en un viaje que hizo a Egipto. En octubre de 2010, apareció en el escenario en el Bitter End de Nueva York por primera vez en 20 años.

## Trabajos

### Filmografía

#### Actriz
- Wilbur and the Baby Factory (Tom McGowan, 1970)
- Nashville como Barbara Jean (Robert Altman, 1975)
- Mannikin como cantante (cortometraje de Don Thompson, 1977)
- Three Dangerous Ladies como Simone (Alvin Rakoff, Robert Fuest y Don Thompson, 1977)
- Los archivos privados de Hoover como Carrie DeWitt (Larry Cohen, 1977)
- Renaldo and Clara como Mrs. Dylan (Bob Dylan, 1978)
- The Driver como The Connection (Walter Hill, 1978)
- Mujeres desesperadas como Selena Watson (serie de televisión de Earl Bellamy, 1978)
- Las Vegas como Ginny Gordon (serie de televisión, 1978)
- She Came to the Valley como Willy Westall (Albert Band, 1979)
- Visions como Sue (serie de televisión, 1979)
- Buena suerte, Miss Wyckoff como Betsy (Marvin J. Chomsky, 1979)
- The Runaways (serie de televisión, 1979)
- Vacaciones en el mar como Sally Carter (1979)
- Westworld como Ruth Avery (serie de televisión, 1980)
- Jugadores de ventaja como Carolina Red (Robert Ellis Miller, 1980)
- The Oklahoma City Dolls como Valene Burns (serie de televisión de E.W. Swackhamer, 1981)
- Autopista hacia el cielo como Patsy Maynard (serie de televisión, 1984)
- Pesadilla en Elm Street como Marge Thompson (Wes Craven, 1984)
- Trapper John, M.D. como Willow (serie de televisión, 1985)
- Historias del más álla como Cassie Pines (serie de televisión de Bob Balaban y Timna Ranon, 1985)
- ABC Afterschool Specials como Gina Sherman (serie de televisión, 1987)
- A Return to Salem's Lot como Sally (Larry Cohen, 1987)
- Estudio confidencial como Jenny Selden (Richard Horian, 1987)
- Alguien a quien amar como Attendee (Henry Jaglom, 1987)
- Hotel como Lisa Daniels (serie de televisión, 1988)
- Murder by Numbers como Faith (Paul Leder, 1990)

#### Compositora
- Welcome Home, Soldier Boys (1971)
- Nashville (Robert Altman, 1975)
- Relámpago sobre el agua (documental, 1980)
- Docu Drama (documental, 1984)

#### Banda sonora
- Nashville (Robert Altman, 1975)
- Renaldo and Clara (Bob Dylan, 1978)
- Las Vegas (serie de televisión, 1978)
- Relámpago sobre el agua (documental, 1980)

#### Directora, Guionista y Productora
- Docu Drama (documental, 1984)
- Of One Blood (2012)

## Premios y distinciones
Premios Óscar
| Año  | Categoría               | Película  | Resultado |
| ---- | ----------------------- | --------- | --------- |
| 1976 | Mejor Actriz de Reparto | Nashville | Candidata |